# 藍點鋸雀鯛
藍點鋸雀鯛（學名：Pristotis cyanostigma），為輻鰭魚綱雀鯛科鋸雀鯛屬下的一個種，分布於西印度洋紅海及亞丁灣海域，深度5至10公尺，體長可達11公分，棲息在近海珊瑚礁，以浮游生物為食，繁殖期時成對出現，雄魚會守護卵直到孵化，生活習性不明。